# Chatarrona
Chatarrona es un proyecto de la productora Ámbitu en el campo del audiovisual en asturiano. Se trata de la primera serie que se hace en este idioma  y es una comedia gris, urbana y contemporánea que cuenta la historia de dos amigos en una situación desesperada: están en una casa de préstamo y no tienen ingresos. En este escenario, uno de ellos decide poner un anuncio para admitir estudiantes de asturiano como huéspedes. Y ahí arranca la trama de esta mini webserie protagonizada por Masokhna Diop, Pedro Durán, Juana Marrón y Alberto Rodríguez, con guion de Alberto Suárez. Chatarrona tiene mucho retrato social de Asturias y enseña los contrastes que genera la crisis económica. Estrenada el martes 13 de diciembre del 2011, la serie se ha convertido en todo un éxito, alcanzando en los primeros días que se ha emitido por el portal YouTube 4000 visitas.

## Sinopsis
Chuso y Esteban son muy amigos y viven en un piso propiedad de los padres de Chuso que ya no usan porque compraron un piso mejor. Al ser de la familia, no pagan renta: solo los gastos. Chuso y Esteban están en el paro y ya no tienen derecho a prestaciones económicas, así que Chuso decide que la mejor manera de sacar dinero es poner un anuncio para acoger inquilinos que quieran compartir piso y aprender un idioma de paso, el asturiano. Un negocio basado en los típicos programas internacionales, pero aplicado a Asturias.
Chuso está muy ilusionado pero Esteban es muy escéptico con el «presunto negocio». Esteban está muy deprimido desde que ha perdido el trabajo, la vida regalada que llevaba como presentador estrella en el televisor, la fama y la admiración de los telespectadoras. Esteban vive pendiente de una llamada de teléfono de su agente que lo devuelva a los platós y a las prime-time. Por fin, el anuncio de Chuso tiene efecto y dos personas interesadas en el trato llegan a su casa y a sus vidas: Carolina y Malik.
Carolina, después de rodar por media Europa, ha vuelto a Asturias hace menos de un año y quiere aprender asturiano bien –un poco ya lo entiende, porque es hija de asturiana– porque le parece muy triste dominar cuatro idiomas y no hacer lo mismo con la lengua materna. Carolina trabaja desde casa programando páginas web y también hacía trabajos de manager. Pero lo que más le gusta a Carolina es el mundo del espectáculo, el teatro, poder llegar a ser actriz.
Malik también quiere aprender asturiano —también sabe un poco porque trabaja en una sidrería—, pero quiere saberlo bien porque quiere optar a mejores oportunidades laborales en el Principado. Malik tiene más hermanos viviendo en España y en Europa pero tiene los padres en Senegal.

## Personajes
- Carolina (Juana Marrón): 33 años, soltera, de profesión webmistress. Ha Vivido en Londres, Berlín y Copenḥague. Es una europeísta convencida. Ha querido volver a Asturias para centrarse porque estaba un poco desorientada y necesita la tierra, los orígenes. Como muchos emigrantes, algunas veces muestra un punto de hiperasturianismo. Sus rasgos de carácter son que es soñadora, hiperactiva, inteligente, cariñosa y creativa, pero con una poco de insatisfacción, de ironía y de espíritu crítico.

- Chuso (Alberto Rodríguez): 37 años, divorciado, de profesión comercial. Situación laboral actual, desempleado. El último trabajo que ha tenido ha sido para una compañía de telefonía móvil. Sus rasgos de carácter principales son que es optimista, vago, listo y cariñoso. Su principal interés es el fútbol y las mujeres, no necesariamente por ese orden.

- Malik (Masokhna Diop): 30 años, soltero, de profesión camarero en una sidrería. Malik ha nacido en el Senegal y lleva algunos años en Asturias. Sabe bien lo que es la emigración ilegal pero tiene papeles de residente. Sus rasgos de carácter son que es listo, trabajador, alegre, sobrio y muy ligón. También es un fanático del fútbol y lo que más le gustaría sería que una mujer asturiana aceptara formar una familia con él, pero convirtiéndose a su religión.

- Esteban (Pedro Durán): 35 años, soltero, de profesión estrella de la televisor, actor, escritor y artista. El último trabajo que ha tenido fue como presentador del programa de la TPA de más audiencia, el espacio del corazón Mañana serán astillas. Ssu rasgos de carácter son que es pesimista, depresivo, egocéntrico, hipocondriaco, hipersensible a la crítica pero también trabajador, competitivo y noble.